# Lijst van voetbalinterlands Algerije - Ghana
Deze lijst van voetbalinterlands is een overzicht van alle officiële voetbalwedstrijden tussen de nationale teams van Algerije en Ghana. De Afrikaanse landen hebben tot op heden elf keer tegen elkaar gespeeld. De eerste ontmoeting was een wedstrijd tijdens de Afrikaanse Spelen 1973 in Lagos (Nigeria) op 12 januari 1973. Het laatste duel, een vriendschappelijke wedstrijd, werd gespeeld op 5 januari 2022 in Ar Rayyan (Qatar).

## Wedstrijden
| №  | Plaats    | Datum            | Competitie             | Wedstrijd        | Uitslag |
| -- | --------- | ---------------- | ---------------------- | ---------------- | ------- |
| 1  | Lagos     | 12 januari 1973  | Afrikaanse Spelen 1973 | Ghana − Algerije | 2 − 0   |
| 2  | Algiers   | 25 juli 1978     | Afrikaanse Spelen 1978 | Algerije − Ghana | 2 − 0   |
| 3  | Ibadan    | 9 maart 1980     | Afrika Cup 1980        | Ghana − Algerije | 0 − 0   |
| 4  | Benghazi  | 16 maart 1982    | Afrika Cup 1982        | Ghana − Algerije | 3 − 2   |
| 5  | Bouaké    | 8 maart 1984     | Afrika Cup 1984        | Ghana − Algerije | 0 − 2   |
| 6  | Abidjan   | 28 december 1984 | Vriendschappelijk      | Algerije − Ghana | 1 − 2   |
| 7  | Accra     | 20 december 1992 | WK 1994 kwalificatie   | Ghana − Algerije | 2 − 0   |
| 8  | Tlemcen   | 26 februari 1993 | WK 1994 kwalificatie   | Algerije − Ghana | 2 − 1   |
| 9  | Algiers   | 5 maart 2001     | Vriendschappelijk      | Algerije − Ghana | 1 − 1   |
| 10 | Mongomo   | 23 januari 2015  | Afrika Cup 2015        | Ghana − Algerije | 1 − 0   |
| 11 | Ar Rayyan | 5 januari 2022   | Vriendschappelijk      | Algerije − Ghana | 3 − 0   |

## Samenvatting
| Competitie        | Totaal gespeeld | Winst Algerije | Gelijk | Winst Ghana | Doelsaldo Algerije – Ghana |
| ----------------- | --------------- | -------------- | ------ | ----------- | -------------------------- |
| WK-kwalificatie   | 2               | 1              | 0      | 1           | 2 − 3                      |
| Afrika Cup        | 4               | 1              | 1      | 2           | 4 − 4                      |
| Afrikaanse Spelen | 2               | 1              | 0      | 1           | 2 − 2                      |
| Vriendschappelijk | 3               | 1              | 1      | 1           | 5 − 3                      |
| Totaal            | 11              | 4              | 2      | 5           | 13 − 12                    |

Wedstrijden bepaald door strafschoppen worden, in lijn met de FIFA, als een gelijkspel gerekend.